# Nipponotusukuru enzanensis
Espèce
Nipponotusukuru enzanensis est une espèce d'araignées aranéomorphes de la famille des Linyphiidae.

## Distribution
Cette espèce est endémique de Honshū au Japon. Elle se rencontre à Kōshū dans la préfecture de Yamanashi.

## Description
Le mâle holotype mesure 1,56 mm et la femelle paratype 1,83 mm.

## Étymologie
Son nom d'espèce, composé de enza et du suffixe latin -ensis, « qui vit dans, qui habite », lui a été donné en référence au lieu de sa découverte, Enzan.

## Publication originale
- Saito & Ono, 2001 : New genera and species of the spider family Linyphiidae (Arachnida, Araneae) from Japan. Bulletin of the National Science Museum, Tokyo, sér. A, vol. 27, no 1, p. 1-59 (texte intégral).